# Pontardawe
Pontardawe är en ort och community i Storbritannien. Den ligger i kommunen Neath Port Talbot och riksdelen Wales, i den södra delen av landet, 260 km väster om huvudstaden London. Vid folkräkningen 2011 hade tätorten, som även omfattar delar av kringliggande communities, 12 333 invånare, medan Pontardawe community, som omfattar centrala Pontardawe samt angränsande landsbygd, hade 6 832 invånare.